# Diogen Laertije
Diogen Laertije (grč. Διογένης ὁ Λαέρτιος) bio je grčki povjesničar filozofije i pisac biografija grčkih filozofa. Prema nekim izvorima, svoje je prezime dobio po gradu Laerte na Kreti, a prema drugima, po rimskoj obitelji Laercija (Laërtii). 
O njegovom životu ne zna se gotovo ništa. Sigurno je živio poslije Seksta Empirika (oko 200. godine), jer ga spominje u svom djelu, ali svakako prije Stefana Bizantinca (oko 500. godine), koji prenosi citate iz Diogenovog djela. Može se pretpostaviti da se vrhunac njegove djelatnosti odvija u doba vladavine rimskog cara Aleksandra Severa (222. – 235.) i njegovih neposrednih nasljednika.
Premda neki izvori smatraju da je Diogen bio kršćan, vjerojatnije je da bi je bio ili skeptik ili epikurejac. Njegovo djelo napisano grčkim jezikom nosi naslov Životi i mišljenja znamenitih filozofa, dok se u grčkom izvorniku nalaze varijacije naslova, već prema tome o kojem se rukopisu radi, na primjer: Λαερτίου Διογένους βίων καὶ γνωμῶν τῶν ἐν φιλοσοφία εὐδοκιμησάντων καὶ τῶν ἑκάστη αἱρέσει ἀρεσάντων τῶν εἰς δέκα τὸ πρῶτον (firentinski rukopis) ili Λαερτίου Διογένους βίοι καὶ γνῶμαι τῶν ἐν φιλοσοφία εὐδοκιμησάντων καὶ τῶν ἑκάστη αἱρέσει ἀρεσκόντων (pariški rukopis).
Cilj ovog doksografskog djela je opis života i učenja grčkih filozofa. Premda se radi o nekritičkoj i nefilozofskoj kompilaciji vrijednost ovog djela je ogromna, jer prenosi citate iz djela mnogih ranijih filozofa, posebno iz predsokratskog razdoblja čija su nam izvorna djela izgubljena. Svi su grčki filozofi podijeljeni na dvije skupine: jonsku i italsku. Jasno je da je ta podjela sasvim nefilozofska. Biografije jonskih filozofa započinju Talesom, a završavaju se Klitomahom, Teofrastom i Hrizipom. Italski filozofi započinju Pitagorom, a završavaju s Epikurom. Različite sokratske škole svrstane su u grupu jonskih filozofa, dok se elejska škola i skeptici obrađuju u grupi italskih filozofa. Djelo ima ukupno deset knjiga, od kojih je posljednja u cjelini posvećena Epikuru te sadrži tri veoma zanimljiva pisma upućena Herodotu, Pitoklu i Menekeju. 
Kao glavni izvori kod pisanja ovog djela služili su Diogenu spis Dioda iz Magnezije Bilješka o filozofima i spis Favorina iz Arlesa Razne povijesti i memoari. Prema izvještajima monaha Waltera Burleya iz 14. stoljeća, izgleda da je Diogenov tekst bio potpuniji od onoga kojeg mi danas posjedujemo.
Osim Života filozofa, Diogen je napisao i jedno djelo u stihu o slavnim ljudima, u kojem se služio različitim metrima. Od toga djela ostalo je 56 fragmenata, koje je sam Diogen uključio u Živote filozofa. Iz njih vidimo da njegovo pjesničko djelo nije imalo veliku umjetničku vrijednost, ali se odlikovalo formalnom i metričkom elegancijom.

## Vanjske poveznice
- On-line version of Lives and Opinions of Eminent Philosophers
- Diogenes Laertius: the Manuscripts of "The Lives and Opinions of Eminent Philosphers" (notes on the publication history of Diogenes Laertius, from R.D. Hicks' edition of the "Lives", 1925)
- On-line version of the ancient Greek text of Diogenes' Lives